# アフマダーバード証券取引所
アフマダーバード証券取引所（アフマダーバードしょうけんとりひきじょ、Ahmedabad Stock Exchange; 略号ASE）は、インドのグジャラート州アフマダーバードにある株式市場である。インドで2番目に古い証券取引所である。
ボンベイ証券取引所に続き1894年に設立された。1996年12月12日にIBMとタタ・コンサルタンシー・サービシズのシステムで電算処理化された。

## 関連事項
- 南アジアの証券取引所の一覧